# Hugues d’Arcis
Hugues d’Arcis († zwischen 1266 und 1269) war ein königlicher Amtsträger im Frankreich des 13. Jahrhunderts. Er entstammte vermutlich aus einer burgundischen Ritterfamilie, welche im Zuge des Albigenserkreuzzuges (1209–1229) im Südfrankreich Fuß fassen konnte.
Im Januar 1243 ist Hugues erstmals urkundlich bezeugt, als er in Montargis bei der Eidesleistung des Grafen Roger IV. von Foix gegenüber König Ludwig IX. zugegen war. Zu diesem Anlass wird er erstmals auch als Seneschall von Carcassonne tituliert (Hugonem de Arsiz, senescallum Carcassonne), ein von der Krone seit 1226 vergebenes Amt, dem die Verwaltung der ehemaligen Trencavel-Ländereien in der heutigen Region Okzitanien (Vizegrafschaften Carcassonne und Béziers) oblag. In diesem Amt war er der Nachfolger von Guillaume d’Ormois.
Offenbar unmittelbar danach muss sich Hugues persönlich in seinen Amtsbereich begeben haben, denn im April 1243 war er in Béziers bei dem dort tagenden Konzil des lokalen Klerus und Adels zugegen. Dieses Konzil hatte sich mit der Wiederherstellung der politischen und religiösen Ordnung befasst, die durch die vorangegangenen Aufstände des Trencavel und Raimund VII. von Toulouse erschüttert worden war. Während dieser Aufstände sind 1242 in Avignonet die Chefinquisitoren von Toulouse von Faydits ermordet wurden, welche in der Bergfestung des Montségur ihren Stützpunkt hatten, die auch der letzte befestigte Rückzugsort der katharischen Sekte war. Offenbar auf dem Konzil von Béziers ist der Feldzug gegen dieses Widerstandsnest beschlossen wurden, dessen Leitung dem königlichen Seneschall oblag, da der Montségur seinem Amtsbereich unterstanden hat. Nach einer zehn Monate andauernden Belagerung waren die Verteidiger am 16. März 1244 zur Kapitulation gezwungen, worauf mehr als zweihundert Katharer am Fuß des Berges verbrannt wurden.
Hugues ist letztmals im Januar 1245 in einem königlichen Mandat als Seneschall von Carcassonne bezeugt, im Februar 1246 war schließlich sein Nachfolger Jean d’Escrennes in diesem Amt. Danach ist er noch einmal im Jahr 1252 und um das Jahr 1266 urkundlich verbürgt. Er ist in den Dienst des Prinzen Alfons von Poitiers getreten, für den er am 8. November 1254 im Amt des Seneschalls von Toulouse, Agenais und Quercy (Hugo de Arsicio, senescallus Tholose, Agennensis et Caturcensis) verbürgt ist. Als solcher wird er auch nach seinem Ableben in einer am 17. Februar 1269 von dem Prinzen zugunsten seiner Witwe ausgestellten Begünstigung genannt (defuncti Hugonis de Arsicio, quondam senescalli nostri Tholosani).